# Каждайлис, Арвидас

Герб Литвы, модернизированный Каждайлисом в 1991 году

Арвидас Станиславас Каждайлис (лит. Arvydas Stanislavas Každailis; род. 4 апреля 1939 года, Байсогала) — литовский художник, наиболее известный как создатель гербов множества городов Литвы. В 1999 году он за заслуги в литовском искусстве был награждён кавалерским крестом ордена Великого князя Литовского Гядиминаса.  Лауреат Национальной премии Литвы по культуре и искусству (2002). В 2023 году награждён командорским крестом ордена Великого князя Литовского Гядиминаса. 

## Биография
С 1957 по 1962 год Каждайлис изучал графику в Вильнюсской художественной академии. После окончания учёбы он с 1965 по 1985 год работал преподавателем в Национальной художественной школе им. М. К. Чюрлёниса. В 1987 году Каждайлис вошёл в состав Литовской геральдической комиссии. Несколько десятков его персональных выставок прошло в Литве, Латвии и Эстонии.

## Творчество
Широкой публике Каждайлис более всего известен как создатель современных гербов Литвы и Вильнюса, а также флага президента Литвы (1993) и Исторического флага Литвы (2010). Он воссоздал или создал свыше 60 проектов гербов, флагов и печатей литовских городов и местечек.
Каждайлис также иллюстрировал книги. Каждайлис экспериментировал с разными техниками, стилями и темами. К его лучшим произведениям относят работы, связанные с историей Литвы. Его серия из 54 изображений для книги Симонаса Даукантаса выиграла в 1986 году Янтарное гран-при на Балтийской триеннале. 42 из них были в 2002 году подарены Литовскому художественному музею. В 2002 году он был удостоен Национальной премии Литвы по культуре и искусству за свои 65 офортов, написанных по мотивам «Анналов земли Прусской».